# Actenicerus (subgénero)
Actenicerus é um subgénero de Actenicerus da família Elateridae,descrito cientificamente por Gurjeva em 1989.